# Collinghorst
Collinghorst est un quartier de la commune de Rhauderfehn, dans le Land de Basse-Saxe.

## Géographie
Avec environ 2500 habitants, Collinghorst est le troisième village le plus peuplé de Rhauderfehn.
La Bundesstraße 438 traverse le village.

## Toponymie
Selon Otto Galama Houtrouw, le nom du lieu vient de Kolden ou Kollen, un prêtre païen des Frisons qui avaient leur sanctuaire à cet endroit. Plus probablement, cependant, est une composition du prénom Koll avec le suffixe collectif -ing et le terme Horst, qui représente une colline touffue. Une autre explication possible du nom de lieu est une dérivation du nom de famille Kolling.

## Histoire
Le lieu est mentionné pour la première fois peut-être au Xe siècle comme in Udhurstun. Cette désignation est interprétée comme une composition du datif pluriel en vieux bas allemand de hurst avec l'adverbe ūt (= de). In Udhurstun signifie (presque) en dehors des forêts. Les noms ultérieurs sont Kollingehorst en 1409 et Kollinghorst en 1438. L'orthographe d'aujourd'hui est courante depuis 1599.
L'église de style roman tardif serait la plus ancienne de l'Overledingerland. Des meurtrières et des cheminées la caractérisent comme une tour de défense. Elle est restaurée en 1959.
En 1409, le lieu est pris par le chef frison tom Brok et son allié Focko Ukena. L'ancien château est une simple tour fortifiée qui est entrée en possession de la maison Hövel au XVIIe siècle. Ce sont les descendants de Heinrich von Hövel, qui, en tant que commandeur du grand bailliage de Brandebourg à Burgsteinfurt, négocie avec le comte de Frise orientale le sort des propriétés de l'ordre en Frise orientale après la Réforme. Plus tard, le château devient la possession de la famille Roskam (qui succède à la maison Hövel) et une section économique dans le style d'une maison à Gulf de la Frise orientale est ajoutée. Le bâtiment historique est détruit pendant la Seconde Guerre mondiale en 1945 et démoli plus tard. Il était situé sur la propriété de ce qui devint plus tard la pépinière Grünefeld dans la rue principale.
Les colonies de Grete, Glansdorf et Königskiel se développent dans la région de Collinghorst aux XVIIe siècle et XVIIIe siècle. Il y a aussi le soi-disant "Wispelingsboom" à Collinghorst. C'était un très vieux tilleul au centre du village, qui marquait probablement un emplacement de thing médiéval.
Le 1er janvier 1973, Collinghorst est incorporé dans la nouvelle municipalité de Rhauderfehn.

## Monument
- Église de la Sainte-Trinité, église en briques romane.

## Personnalité
- Lamberdus Ostendorp (1893-1934), Sturmabteilung victime de la nuit des Longs Couteaux.

## Source, notes et références
- (de) Cet article est partiellement ou en totalité issu de l’article de Wikipédia en allemand intitulé « Collinghorst » (voir la liste des auteurs).

1. ↑  (de) Statistisches Bundesamt, Historisches Gemeindeverzeichnis für die Bundesrepublik Deutschland. Namens-, Grenz- und Schlüsselnummernänderungen bei Gemeinden, Kreisen und Regierungsbezirken vom 27.5.1970 bis 31.12.1982, 1983 (ISBN 3-17-003263-1)